# Bronwyn Cox
Bronwyn Rhiannon Cox (* 19. April 1997 in Bristol, England) ist eine australische Ruderin. 2019 wurde sie Weltmeisterschaftszweite im Achter, 2022 Weltmeisterschaftsdritte im Vierer ohne Steuerfrau.

## Sportliche Karriere
Bronwyn Cox belegte zusammen mit Annabelle McIntyre im Zweier ohne Steuerfrau den zweiten Platz bei den U23-Weltmeisterschaften 2017. Beim Weltcup 2018 in Luzern erreichte sie zusammen mit Giorgia Patten den sechsten Platz. Patten und Cox waren Fünfte der U23-Weltmeisterschaften 2018. 
2019 wechselte Cox in den australischen Achter und gewann den Weltcup in Posen, in Rotterdam wurden die Australierinnen Zweite hinter den Neuseeländerinnen. Bei den Weltmeisterschaften in Linz siegte der Achter aus Neuseeland vor den Booten aus Australien und den Vereinigten Staaten. Der australische Achter 2019 ruderte in der Besetzung Leah Saunders, Jacinta Edmunds, Bronwyn Cox, Georgina Rowe, Rosemary Popa, Annabelle McIntyre, Jessica Morrison, Molly Goodman und Steuermann James Rook. Bei den Olympischen Spielen in Tokio belegte sie mit dem australischen Achter den fünften Platz.
Bei den Weltmeisterschaften 2022 in Račice u Štětí gewann der australische Vierer ohne Steuerfrau mit Lucy Stephan, Katrina Werry, Bronwyn Cox und Annabelle McIntyre die Bronzemedaille hinter den Britinnen und den Niederländerinnen. Ein Jahr später trat Cox bei den Weltmeisterschaften in Belgrad im Achter an. Es siegte der rumänische Achter vor der Crew aus den Vereinigten Staaten und den Australierinnen. Cox gehörte auch 2024 bei den Olympischen Spielen in Paris zum australischen Achter. Als viertplatzierte Crew hatten die Australierinnen etwas über eine Sekunde Rückstand auf die drittplatzierten Britinnen.
Die etwa 1,77 m große Bronwyn Cox startet für die University of Western Australia.